# Письмиченко, Светлана Викторовна
Светла́на Ви́кторовна Письмиче́нко (род. 28 ноября 1964, Бурли, Карабалыкский район, Кустанайская область, Казахская ССР, СССР) — советская и российская актриса театра и кино, а также актриса озвучивания и дубляжа; заслуженная артистка Российской Федерации (2003).

## Биография
Родилась 28 ноября 1964 года в селе Бурли Кустанайской области Казахской ССР.
В 1986 году окончила Ленинградский государственный институт театра, музыки и кинематографии (курс И. П. Владимирова). В этом же году поступила в труппу Театра имени Ленсовета.
В 1993 году победила в телевизионном конкурсе «Петербургский ангажемент».
Для роли в фильме «Брат» Светлана специально обучилась вождению трамвая.
Работает в Театре имени Ленсовета, принимает участие в спектаклях театра «Приют комедианта» и Академического театра Комедии.
Ведет работу преподавателя актёрского мастерства школьников в созданной Константином Хабенским студии творческого развития «Оперение». Участвует в постановках на радио, записывает аудиокниги. С 2003 года озвучивает персонажа Нюшу в мультсериале «Смешарики» и его продолжениях.
Замужем, есть двое детей.

## Фильмография
- 1990 — Сон девственницы
- 1990 — Бакенбарды
- 1994 — Замок — Фрида
- 1997 — Брат — Света, водитель грузового трамвая
- 2001 — Улицы разбитых фонарей-3. Звёздная болезнь — Верка
- 2003 — Убойная сила-5 — Левашова
- 2003 — Линии судьбы — покупательница средства от тараканов
- 2004—2006 — Осторожно, Задов! — Настя, вторая жена Задова (1 сезон: 3-4 серии) / аптекарша (1 сезон: 14 серия) / Анжела (2 сезон: 14 серия)
- 2006 — Пробуждение — Лариса, торговка на рынке
- 2006 — Улицы разбитых фонарей-7 — Светлана, мачеха
- 2006 — Яр — нищенка
- 2006 — Zadov In ReaLити
- 2006 — 2008 — Старшеклассники — мама Кати
- 2007 — Срочно требуется Дед Мороз — Надя
- 2008 — Морфий — Пелагея Ивановна
- 2008 — Колдовская любовь — Ира
- 2010 — Любовь без правил — мама Сергея
- 2012 — ППС —  Елена Михайловна Ершова
- 2012 — Версия-3 — Светлана Панченко
- 2013 — Сашатаня (14 серия) — соседка
- 2013 — Тайны следствия-13 — Анна Григорьевна
- 2014 — Неслучайная встреча — Тамара Николаевна, фельдшер на скорой помощи
- 2014 — Чужой среди своих — мать Сергея Нечаева
- 2015 — Пионеры-герои — бомжиха
- 2016 — Следователь Тихонов — Вера Олеговна Кузнецова
- 2018 — Мажор-3 — жена Лапина
- 2018 — Весна — Марина[3]
- 2018 — Лето — злая тётка
- 2019 — Печень, или История одного стартапа — мать Алексея
- 2019 — Кумир — мать Регины
- 2020 — Проект «Анна Николаевна» — Кирьякова
- 2021 — Чингачгук — Нина Осипова
- 2021 — Полицейское братство — Света, водитель грузового трамвая
- 2022 — Эксперимент — Марина Ивановна, хозяйка квартиры

## Театральные роли

### В Театре имени Ленсовета
- Владимирская площадь — Анна Андреевна
- Добрый человек из Сычуани — Шен Де — Шой Да
- Западня — Оттля
- Карусель по г-ну Фрейду — сладкая девочка
- Когда спящий проснётся — Любанька
- Королева красоты — Морин
- Лицо — Сана
- Малыш и Карлсон, который живёт на крыше — Малыш
- Мнимый больной — Туанета
- На бойком месте — Аннушка
- Последняя жертва — Глафира Фирсовна
- Приглашение в замок — Капюла
- Самодуры — Лучетта
- Снежная королева — Герда
- Собачье сердце — Вяземская
- Таланты и поклонники — Смельская
- Трёхгрошовая опера — Люси
- Шутки Птушкиной — Алла

### В театре «Русская антреприза им. А. Миронова»
- Пучина
- Сенная лихорадка
- Сны в летнюю ночь

## Озвучивание мультфильмов
- 2004—2012; 2020 — Смешарики — Нюша, Лили (15 серия)
- 2006 — Лунтик и его друзья — Пчелёнок Тёма (3—32 серии), Баба Капа (с серии «Внук» по серию «День Рождения»)
- 2011 — Смешарики. Начало — Нюша
- 2016 — Смешарики. Легенда о золотом драконе — Нюша
- 2018 — Смешарики. Дежавю — Нюша
- 2021 — Моднюша — Нюша

## Дубляж
- Марианна Первая (мультсериал, 1990 год) — Марианна Фламбель
- Франклин — Беатриса, Гариетта
- Страстный Мадагаскар — Окапи

## Награды и призы
- 2002 — Лауреат премии Николая Симонова[источник не указан 1340 дней]
- 2003 — Присвоено звание Заслуженной артистки Российской Федерации[1]
- 2009 — Лауреат премии «Золотой софит» (за роль в спектакле «Добрый человек из Сычуани»)[4]